# Башня порта Кобе
Башня порта Кобе (яп. 神戸ポートタワー ко:бэ по:то тава:) — гиперболоидная сетчатая башня в порту Кобе, Япония. Построена в 1963 году архитектурно-строительной компанией NIKKEN SEKKEI и выполнена в виде комбинации несущей сетчатой оболочки и центрального ядра. Используется для обзора панорамы порта и города. Рассчитана на приём 3000 туристов в день. Высота — 108 метров. Устояла во время разрушительного землетрясения 17 января 1995 году.
Башня по конструкции соответствует патенту российского инженера В. Г. Шухова на гиперболоидные башни и аналогична шуховским башням, первая из которых построена в 1896 году.

## Галерея

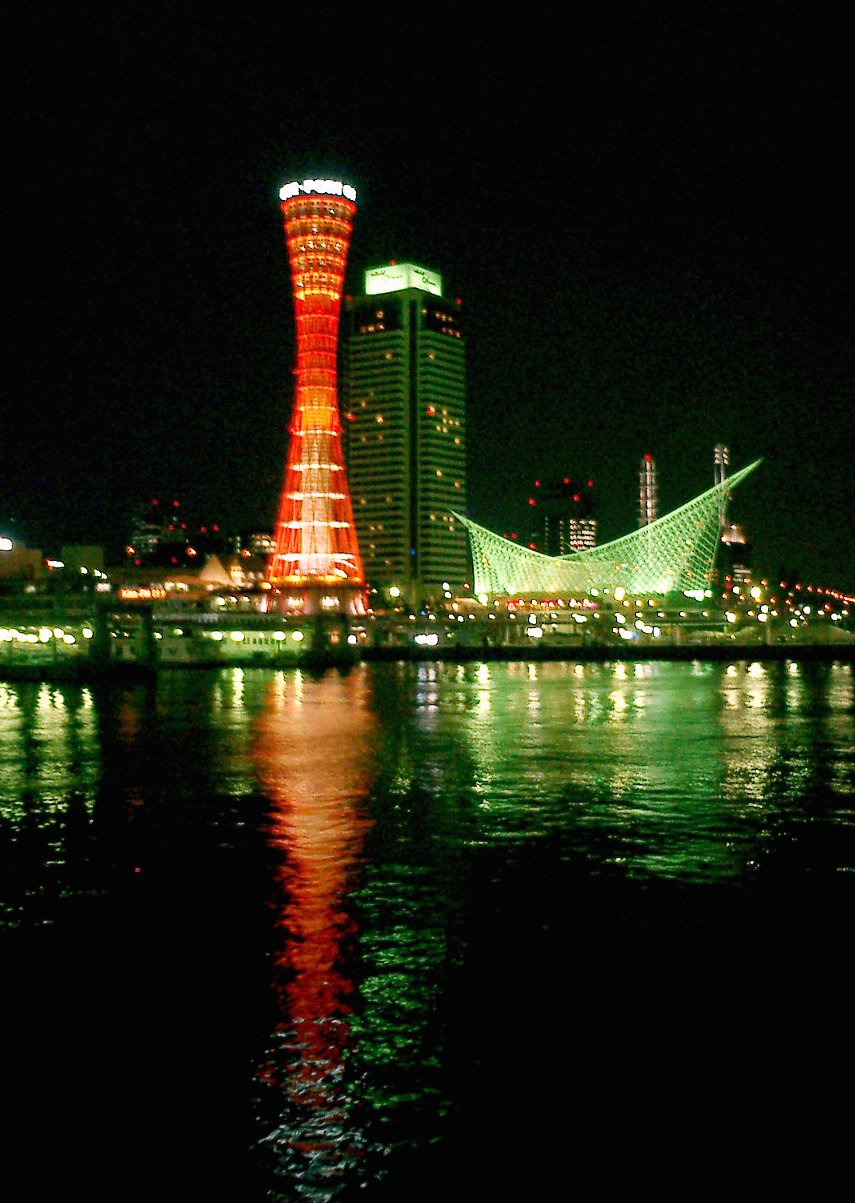
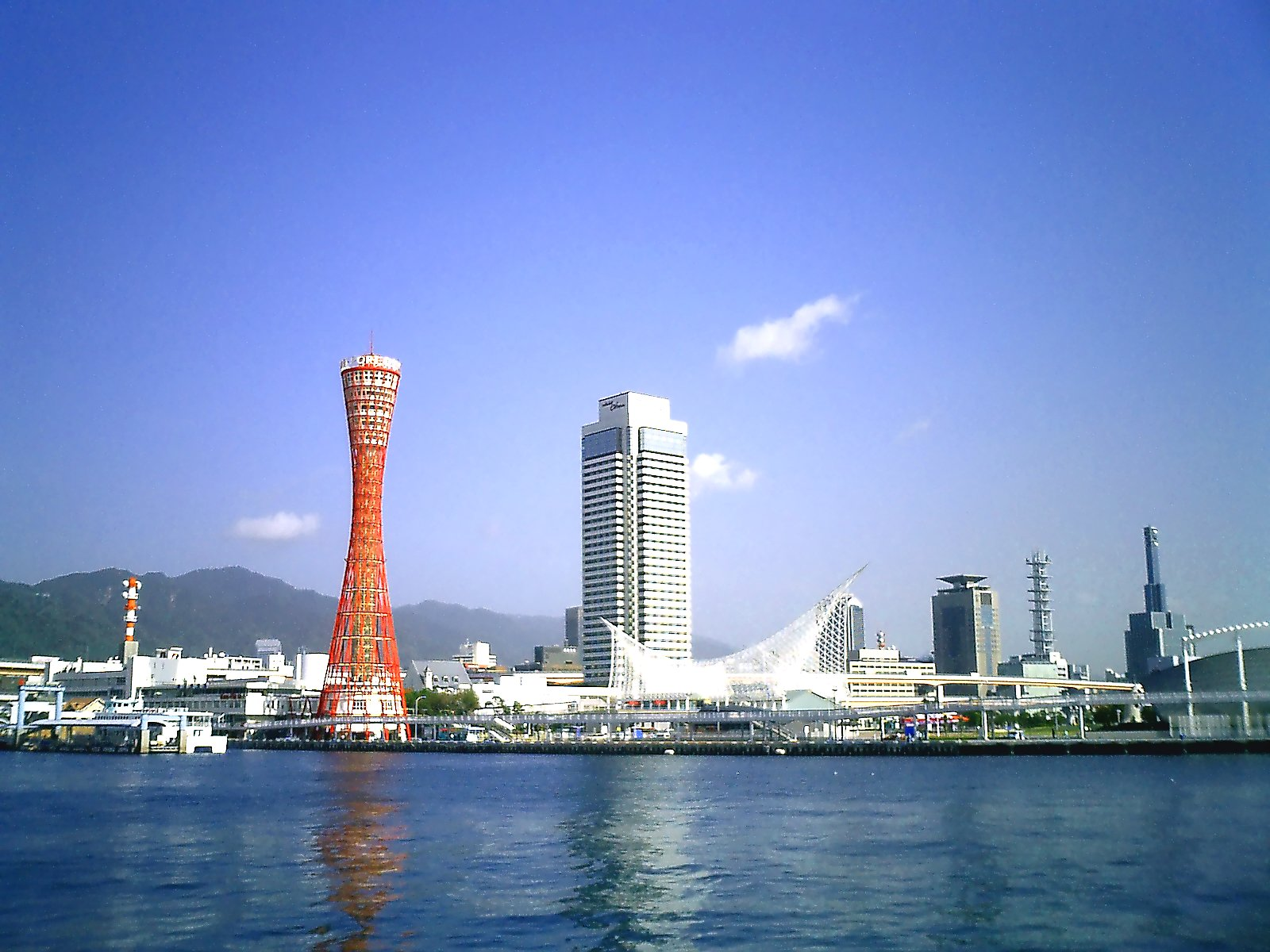
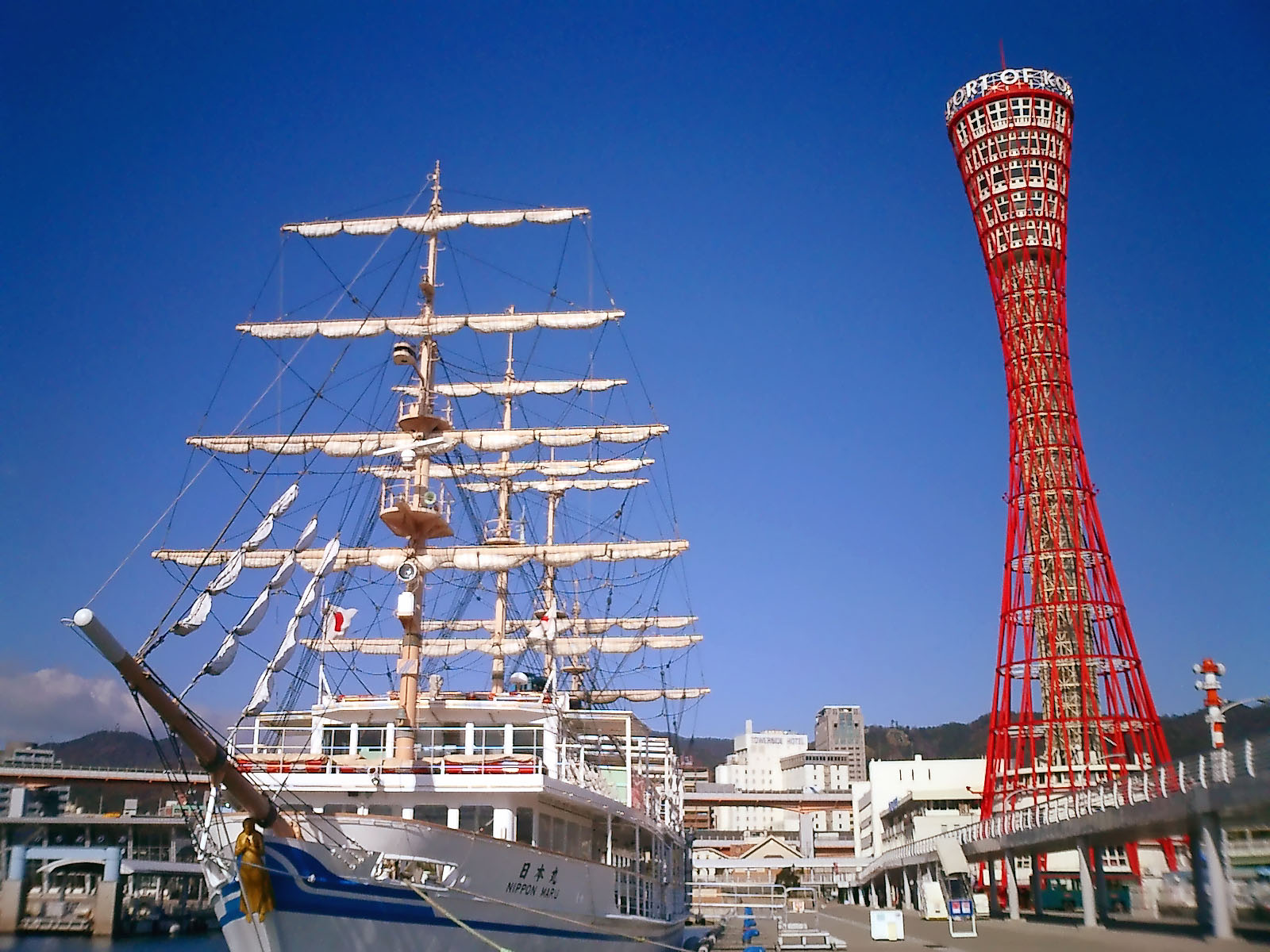
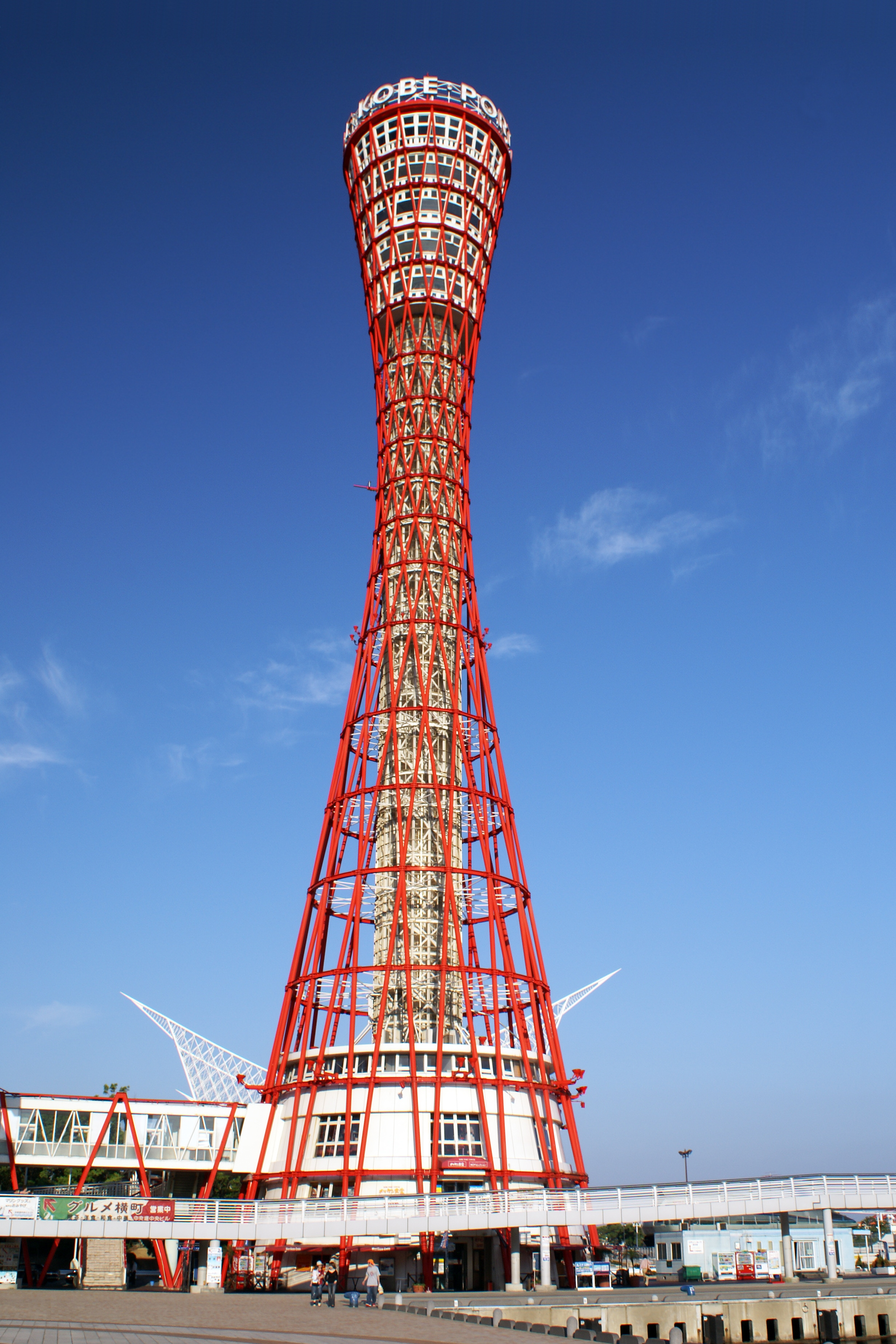